# Scleria havanensis
Scleria havanensis är en halvgräsart som beskrevs av Nathaniel Lord Britton. Scleria havanensis ingår i släktet Scleria och familjen halvgräs. Inga underarter finns listade i Catalogue of Life.